# Got What It Takes?
Got What It Takes? è un singolo della cantante pop britannica Lauren Platt, precisamente sesto ma primo inedito, uscito il 30 dicembre 2015 per promozionare l'omonimo talent show giovanile dalla ragazza condotto, iniziato nel gennaio 2016, essendone la sigla. Il giorno della sua pubblicazione un videoclip ufficiale del brano è stato caricato sul canale YouTube della CBBC.

## Tracce
- Download digitale

1. Got What It Takes? – 2:29 (Lauren Platt)